# Le Ciel de la Kolyma
Le Ciel de la Kolyma est le second tome de l’autobiographie d’Evguénia Guinzbourg. Il fait suite au Vertige. Rédigé à partir de 1959, le livre a été diffusé clandestinement en URSS par la voie du samizdat, et publié à l’étranger après le décès de l’auteure.
Le livre relate, avec émotion, pudeur et sans polémique, le quotidien éprouvant d’Evguénia Guinzbourg dans les camps du Goulag situés dans la terrible Kolyma, région retirée de la Sibérie, puis du difficile retour à la vie civile après sa libération.

## Forme originale en russe
En français, l'ouvrage est présenté en deux tomes : Le Vertige et Le Ciel de la Kolyma. En russe le titre en est Крутой маршрут (Kroutoï marchrout) et signifie Chemin abrupt. Il est divisé en trois parties.
La première partie (48 chapitres, écrits en 1967) décrit les événements depuis l'assassinat du bolchevik Sergueï Kirov en 1934, l'arrestation d'Evguénia Guinzbourg en 1937 et les deux premières années d'emprisonnement dans une cellule d'isolement de la prison de Iaroslavl.
La deuxième partie (28 chapitres, écrits en 1975-1977) décrit l'exécution de la peine dans les camps de travail et la rééducation dans la Kolyma.
La troisième partie (18 chapitres) décrit la libération du camp, l'installation à Magadan et la  réhabilitation en 1955.
L'épilogue décrit l'histoire de la création du livre, exprime l'espoir que si ce n'est pas elle-même Evguénia Guinzbourg ce sera son fils, l'écrivain Vassili Axionov, ou son petit-fils qui verra ce livre entièrement publié en Russie.

## Résumé
Le Ciel de la Kolyma débute au moment où s’achevait le Vertige. Evguénia est envoyée dans un combinat chargé des enfants de détenus. Elle relate le dénuement extrême des jeunes enfants séparés de leurs parents, la forte mortalité due à l’absence de soins, mais aussi les joies qu’elle vit avec eux durant une année.
L’entrée en guerre de l’URSS en juin 1941 conduit à une aggravation des conditions de vie des détenus. Evguénia est envoyée dans le Soudar, lointaine antenne forestière, où elle connait l’extrême rigueur de l’hiver sibérien. Son transfert momentané dans une ferme la sauve de la dénutrition.
Ayant quelques compétences médicales, elle bénéficie d’un régime moins éprouvant que les autres zeks. Son caractère entier l’amène parfois à se heurter aux responsables des camps et à en subir les décisions tyranniques, aux conséquences mortelles. À l’issue d’un de ces conflits, elle est envoyée dans un camp pénitencier éloigné dans la taïga, composé de détenues de droit commun, meurtrières ou psychopathes. Les gardes du camp, la Vokhra, laissés dans un isolement presque total, abusent de l’alcool et organisent des viols collectifs de détenues. Comme souvent au goulag, c’est la solidarité qui sauve. Elle parvient à s’en échapper grâce à l’aide d’un autre détenu.
Elle se retrouve dans le combinat alimentaire de Taskan près de la Kolyma, où les conditions de vie des détenus y sont réputées plus douces. Elle y rencontre le médecin Anton Walter, avec qui elle entame une liaison, clandestinement car les relations amoureuses entre zeks sont prohibées. Anton Walter deviendra par la suite son mari. En 1947, elle sort enfin du complexe pénitentiaire d’Elguen, après avoir achevé ses dix ans de peine.
Dans la suite de son récit, elle relate la difficile réadaptation des anciens zeks à la vie normale. Après des années coupées du monde, ils découvrent une société qui a évolué et dans laquelle ils ont du mal à trouver des repères. Rien n’est fait pour favoriser leur retour à la vie civil, au contraire, les anciens zeks subissent l’opprobre et trouvent difficilement de quoi gagner leur vie. Certains en viennent à regretter le goulag, cadre dans lequel ils ont vécu des années. Evguénia s’installe à Taskan puis à Magadan, capitale de la Kolyma. Après la mort à la guerre de son fils ainé, elle parvient, avec beaucoup de difficultés, à faire venir son second fils et adopte une petite fille abandonnée. Si les anciens détenus, par leur nombre, sont indispensables au fonctionnement et à l’économie de la Kolyma, ils vivent sous la menace constante d’une nouvelle arrestation, comme la vague de déportation qui les cibla en 1949. Evguénia évoque ainsi son quotidien toujours en sursis comme celui d’un « château de carte ».
La mort de Staline, en 1953, est vécu comme un immense soulagement par Evguénia et tous ceux qui ont eu à subir l’effroyable expérience du goulag : « C’étaient des larmes de vingt années. En une minute, tout défila devant mes yeux. Toutes les tortures et toutes les cellules. Toutes les rangées de fusillés et les foules innombrables d’êtres martyrisés. Et ma vie, ma vie à moi, réduite à néant par la volonté diabolique de cet homme ». Le récit s’achève en 1955.

## Critique
L'académicien Dominique Fernandez remarque en citant ce livre et d'autres de Varlam Chalamov, de Soljenitsyne, le fait que les descriptions de l'univers concentrationnaire nazi ont été écrites par des rescapés non allemands (Primo Levi, Robert Antelme...) qui ont enrichi la littérature dans leur langue. La littérature sur le Goulag, par contre, est écrite en russe par des Russes pour la plupart (Jacques Rossi est une des exceptions) et qui sont devenus des écrivains reconnus. Parmi ces derniers, Evguénia Guinzbourg contraste par le dépouillement de son style .

## Cinématographie
- Ce récit a été adapté au cinéma en 2009 sous le nom Dans la tourmente   (Within_the_Whirlwind). Réalisé par Marleen Gorris avec dans le rôle principal Emily Watson[9].

- Le réalisateur russe Pavel Lounguine a déclaré le 25 novembre 2018, avoir acheté les droits de tournage du livre de Evguénia Guinzbourg. Il ne sait pas quand il commencera ce tournage, beaucoup de temps ayant été nécessaire à l'acquisition des droits [10].

## Édition française
- Evguénia Sémionovna Guinzbourg, Le Ciel de la Kolyma, Le Vertige (tome 2), éditions du Seuil, 1980, 509 p.  (ISBN 2-02-006420-0), tome 2.